# Spartacusbund (1974–1981/82)
Der Spartacusbund (Kurzbezeichnung: SpaBu, auch: Spabu und SpB) bzw. die ihm vorausgegangenen Gruppierungen IKD/KJO waren mit mehreren hundert Mitgliedern – neben der Gruppe Internationale Marxisten (GIM) und deren Jugendorganisation RKJ – in den 1970er Jahren eine der beiden größten trotzkistischen Gruppierungen in der Bundesrepublik und West-Berlin. Der SpaBu existierte von 1974 bis Anfang der 1980er Jahre.

## Vorgeschichte: IKD und KJO
Die Vorgeschichte des SpaBu lässt sich bis Ende 1968 / Anfang 1969 zurückverfolgen, als sich innerhalb der „deutschen Sektion der IV. Internationale“ eine Strömung namens Bolschewistische Fraktion (Bolfra) bildete, die sich für ein Ende der Entrismus-Politik und den Aufbau einer Jugendorganisation einsetzte sowie nicht nur der Mehrheit der eigenen Sektion, sondern auch der der IV. Internationale insgesamt ein Abgehen von der „proletarischen Klassenlinie“ vorwarf. In einem im Einzelnen von der Forschung noch nicht geklärten Prozess in der Zeit vom Pfingstwochenende 1969 bis zum Jan. 1971 kam es dann zur Spaltung der – de facto: bundesdeutsch/West-Berliner – Sektion der IV. Internationale und dem Ausscheiden der SpaBu-Vorläufer aus der IV. Internationale:
Im Kontext dieser fraktionellen Auseinandersetzungen, die schließlich zu besagter Spaltung führten, wurde bereits 1968 in West-Berlin ein Initiativausschuss für eine revolutionäre Jugendorganisation gegründet. In der Folgezeit bildeten sich auch außerhalb West-Berlins Spartacus-Gruppen. Anfang Nov. 1970 fand dann in Dortmund eine Arbeitskonferenz, zu der die „Spartacus-Organisationen Westberlin, Nordrhein-Westfalen, Rhein-Main und Oldenburg sowie die Internationalen Kommunisten Deutschlands“ eingeladen hatten, statt.
Die Internationalen Kommunisten Deutschlands (IKD) waren im Juni oder Juli 1969 aus der Bolschewistischen Fraktion innerhalb der „deutschen Sektion der IV. Internationale“ hervorgegangen und brachten damit den historischen Namen der Sektion, der in der Entrismus-Zeit nicht mehr verwendet wurde, ins politische Leben zurück. Das Verhältnis von IKD und der zu gründenden Jugendorganisation wurde dabei so gesehen, dass letztere deshalb eine besondere Rolle beim Aufbau einer neuen Kommunistischen Partei spielen müsse, da die „jungen Teile der Klasse [der Lohnabhängigen]“ nicht von den „desillusionier[enden], demoralisier[enden] und atomisier[enden]“ Auswirkungen von Faschismus, Sozialdemokratismus und Stalinismus sowie des wirtschaftlichen Nachkriegs-Booms geprägt seien, es aber gleichzeitig der IKD als Korrektiv gegen die Gefahr einer Verkürzung der Arbeit der KJO auf bloße Jugendinteressen bedürfe.
Bei der Dortmunder Konferenz waren 30 bis 40 örtliche Gruppe vertreten, während die vorgenannten „Spartacus-Organisationen“ bereits „regionale Zwischeninstanzen“ darstellten. Die förmliche Gründung der „Kommunistischen Jugendorganisation Spartacus“ fand dann am 27./28. März 1971 in Frankfurt statt. Die dort verabschiedete programmatische Plattform endete mit fünf Mitgliedschaftsbedingungen: „1. Anerkennung der Notwendigkeit der proletarischen Revolution und der Diktatur des Proletariats. 2. Anerkennung der Notwendigkeit der zentralisierten revolutionären Klassenführung in Gestalt der Kommunistischen Partei. 3. Anerkennung der Notwendigkeit des Aufbaus der Kommunistischen Jugendorganisation als eines strategischen Moments im Entstehungsprozess der Partei des deutschen Proletariats. 4. Anerkennung der Notwendigkeit des antibürokratischen Kampfes in den Gewerkschaften. 5. Anerkennung der Notwendigkeit des systematischen Kampfes gegen alle Spielarten des Sozialdemokratismus und Stalinis[mus]“.

## Der Spartacusbund

### Die Gründung und Geschichte des SpaBu
Der Spartacusbund schließlich entstand ca. drei Jahre später, bei einer Konferenz am 2. und 3. Feb. 1974, als Wiedervereinigung der Kommunistischen Organisation (bis 1973: Jugendorganisation) Spartacus und des Spartacus-BL (Bolschewisten-Leninisten). Der Spartacus-BL hatte sich im Dez. 1971 – wegen Kritik an der Jugendorientierung der KJO und unter dem Anspruch, größer zu sein als der verbleibende Rest der KJO – von dieser abgespalten, bis es dann – wie gesagt – im Feb. 1974 unter dem neuen Namen zur Wiedervereinigung kam. Die IKD ging vermutlich in der zweiten Hälfte des Jahres 1973 – vielleicht aus Anlass der am 17./18. Nov. 1973 erfolgten Umbenennung der Kommunistischen Jugendorganisation Spartacus in Kommunistische Organisation Spartacus (KO) – in die KO auf.
- Die Gründungskonferenz („Fusionskonferenz“) des Spartacusbundes beauftragte das dort gewählte Zentralkomitee sogleich mit der Vorbereitung einer 2. Bundeskonferenz.[27]
- Die 3. Bundeskonferenz des SpaBu fand am 29. und 30. Juni 1974 statt.[28]
- Eine weitere SpaBu-Konferenz – laut Nitzsche (2009, 58) die fünfte – fand 1975 statt.
- Die nächste – laut Brandt/Steinke 1979/80, 1633: vierte (eventuell eine Verwechslung von „IV.“ und „VI.“) – Bundeskonferenz fand 1977 statt.

Ab 1975 verlor die SpaBu zahlreiche Mitglieder (siehe unten). 1977 kam es sogar zu einem „kalten Auflösung[s]“-Versuch der damaligen Mehrheit im Zentralkomitee. Schließlich wurde der Spabu aber von der Tendenz Neuer Kurs (unter dem alten Namen) weitergeführt. Schließlich wurde aber im Okt. 1981 doch noch die Auflösung des Spabu beschlossen, aber anscheinend erst Anfang der 1982 vollzogen.

### Politische Positionen und Wahltaktiken
Die politischen Positionen und Praktiken des Spartacusbundes und seiner Vorläufer sind bisher anscheinend nicht systematisch – im Vergleich mit anderen trotzkistischen und nicht-trotzkistischen Gruppierungen – untersucht worden.
Besser ist das wahlpolitische Verhalten dieser Gruppen in der vorliegenden Sekundärliteratur erfasst: „Die IKD hatten bei der Bundestagswahl 1969 zum Wahlboybott aufgerufen, waren aber zusammen mit der KJO Spartacus seit 1970 dazu übergegangen, bei Landstags- und Bundestagswahlen der DKP bzw. SEW eine ‚kritische Unterstützung’ zukommen zulassen“, so z. B. der SEW bei der Berliner Abgeordnetenhaus-Wahl 1971, bei der die SEW 2,3 % der Stimmen erreichte, sowie der DKP für die Bundestagswahl 1972. Auch der Spartacus-BL hatte „der DKP zeitweise ‚kritische Wahlunterstützung’ gegeben“.
Die Bundeskonferenz des Spartacusbundes im Juni 1974 kam dann zur Überzeugung, dass die damalige ökonomische Krise erfordere „nicht de[n] Aufbau einer gewerkschaftlichen, sondern einer politischen Alternative in den Mittelpunkt der politischen Agitation“ zu stellen. Vor diesem Hintergrund versuchte der SpaBu zu den Landtagswahlen 1975 in Rheinland-Pfalz, Nordrhein-Westfalen und West-Berlin revolutionäre Wahlbündnisse zu schließen. Nachdem dies gescheitert war, rief der SpaBu für Rheinland-Pfalz zur Stimmenthaltung auf sowie kandidierte 1975 zu den Bremer Bürgerschaftswahlen und 1976 zu den Baden-Württembergischen Landtagswahlen. Nachdem der SpaBu bei diesen Wahlen nur 117 bzw. 94 Stimmen erhielt, rief er zu den Bundestagswahlen 1980 auf, ungültig zu stimmen.

### Publikationen
Bereits die KJO, die IKD und der Spartacus-BL waren publizistisch aktiv. Die KJO und deren Vorläufer gaben von 1969 bis 1973 44 reguläre Ausgaben und einige Sondernummern der Zeitschrift Spartacus heraus, wobei der Untertitel variierte. Die IKD gaben von Juli 1970 bis Juni 1973 die theoretische Zeitschrift Die Vierte Internationale heraus.
Der Spartacus-BL beanspruchte ebenfalls den Zeitschriften-Titel Spartacus von Ende 1971 bis Ende 1973. Im Feb. 1974 erschien dann eine gemeinsam von KJO und Spartacus-BL herausgegebene Sonderausgabe der Zeitschrift.
Danach setzte der Spartacusbund von 1974 bis 1981 – mit neuer Nummernzählung – die Herausgabe des Spartacus fort. Nachgewiesen sind 65 reguläre und zahlreiche Sonderausgaben.
Außerdem gab er 1974/75 sowie von 1978 bis 1980 – zeitweilig zusammen mit der österreichischen Internationalen Kommunistischen Liga (IKL) – das Theorieorgan Ergebnisse & Perspektiven heraus. Es erschienen zehn reguläre Ausgaben und 2 Sonderhefte. Bereits 1972 gaben der Spartacus-BL und die – von der KJO abgespaltene – Gruppe Proletarischer Internationalismus (Trotzkisten) je ein Heft mit den Titeln Ergebnisse & Perspektiven der internationalen Arbeiterbewegung bzw. Ergebnisse & Perspektiven heraus.
Außerdem wurden 1970 bis 1973 – teils von der KJO allein, teils von KJO und IKD gemeinsam – fünf Bände der Broschüren-Reihe Beiträge zur Strategie und Taktik der internationalen Arbeiterbewegung herausgebracht.
Außerdem brachte der Spartacusbund „in mehreren Städten kontinuierlich Flugschriften und Zeitungen heraus, so z. B. in Frankfurt, wo sich der an die Postbeschäftigten richtende Klassenkampf von 1977 bis 1980 erschien, und in West-Berlin, wo Roter Dialog – Zeitung des Spartacusbundes für die Kollegen im öffentlichen Dienst im Zeitraum von 1974 bis 1976 herausgegeben wurde; in Kiel erschien 1974 eine Ausgabe von Revolutionäre Alternative.“
Nach Ansicht des Internet-Projektes Materialien zur Analyse von Opposition (MAO) war die Hoechst Analyse „die wohl wichtigste Betriebszeitung des Spartacusbundes“ und die Rote Retorte für die Beschäftigten bei den Darmstädter Firmen Merck und Röhm ebenfalls von „große[r] Bedeutung“.

### Mitglieder und Sympathisanten
| Gruppierung und Jahr                | Mitgliederzahl |
| ----------------------------------- | --- |
| IKD 1969                            | ca. 30 Mitglieder |
| KJO Herbst 1970                     | 30 - 40 Ortsgruppen mit Schwerpunkten in Westberlin sowie im Weser/Ems-, Rhein/Ruhr- und Rhein/Main-Gebiet                                                          |
| IKD Jahreswende 1970/71             | ca. 70 Mitglieder |
| KJO Jahreswende 1970/71             | ca. 100 (vgl. die Fußnote zur SpaBu-Zahl für 1974) plus diejenigen KJO-Gründungsmitglieder, die sich dann später (1974) an der SpaBu-Gründung nicht beteiligt haben |
| KJO Ende 1971                       | „über 300 Mitglieder und 300 Sympathisanten“ |
| Spartacus-BL Sept.1973              | Mitgliederverluste u. a. an die European Labour Committees |
| SpaBu 1974                          | 300 - 400 Mitglieder / etwa 30 Betriebsgruppen |
| SpaBu 1975                          | Verlust der „meisten proletarischen Genossen im Ruhrgebiet“, die sich als Kommunistische Arbeitergruppe konstituierten                                              |
| SpaBu 1976                          | Abspaltung einer Gruppe, die ab 1977 die Zeitschrift „Commune. Revue des revolutionären Marxismus“ herausgab.                                                       |
| SpaBu 1977                          | Abspaltung der Internationalistischen Tendenz |
| SpaBu wahrscheinlich 1977 oder 1978 | Abspaltung der Essener Tendenz |
| SpaBu 1979/80                       | „Der Spartacusbund dürfte heute nur noch etwa 20 bis 30 Mitglieder umfassen.“                                                                                       |

Von den SpaBu-Mitgliedern des Jahres 1974 waren laut SpaBu-Eigenangaben: 40 % unter 21 Jahre; 50 % von 21 bis 25 Jahre und 10 % älter. Frauenanteil: 25 %. 50 % „werktätig“ (davon: 50 % Arbeiter; 30 % Lehrlinge, 20 % Angestellte; 40 % Hauptschulabschluss; 40 % Realschulabschluss; 20 % Abitur); ca. 30 % Studenten und 5 % Schüler; 15 % Soldaten und Zivildienstleistende. 35 % der gewerkschaftlich organisierten Mitglieder seien dort Funktionsträger. Auf 3 Mitglieder kämen 2 Mitgliedschaftskandidaten. Knapp 30 % der Mitglieder seien bereits 1970/71 Mitbegründer der KJO gewesen.

### Internationale Kontakte
Beim Kongress für ein „Rotes Europa“ der IV. Internationale 1970 in Brüssel traten die IKD „gemeinsam mit den Unterstützergruppen der Spartacist League/US“ auf. Dieser Kontakt blieb auch in den nächsten Jahren – zum Spartacus-BL – erhalten, sodass auch am Gründungskongress des Spartacusbundes Gastdelegierte der Spartacist League (USA) und deren Schwesterorganisation Österreichische Bolschewiki/Leninisten teilnahmen. Allerdings warf der Spartacusbund auf seiner Gründungskonferenz der Spartacist League eine „erstaunliche Buchstabengläubigkeit und politische Ignoranz“ vor. Kurze Zeit später wurde von deutschen Spartacist-Sympathisanten die Trotzkistische Liga Deutschlands (TLD) gegründet (siehe unten).
Um 1976 beteiligte sich der Spartacusbund zusammen mit seiner – 1976 gegründeten, unter anderem aus Abspaltungen von der österreichischen Sektion der IV. Internationale GRM entstandenen – „österreichische[n] Schwesterorganisation“ Internationale Kommunistische Liga (IKL), der italienischen Frazione Marxista Rivoluzionaria (FMR) und der „englischen“ International Communist League (ICL) an der Notwendigen Internationale Initiative (NII), die auf den Aufbau einer „neuen Internationale“ zielt. Das Projekt führte aber nur dazu, dass sich schon 1977 die österreichischen (Gruppe Commune) und deutschen (Kommunistische Liga) Sympathisanten der FMR von IKL und SpaBu abspalteten und sich nun als Sektionen der FMR konstituierten.

### Abspaltungen und Nachfolgeorganisationen
1974 gründeten ehemalige Mitgliedern von Spartacus-BL und des SpaBu(?) die Trotzkistische Liga Deutschlands (TLD) (heute: Spartakist-Arbeiterpartei Deutschland).
Im Jan. 1976 wurde eine sich Trotzkistische Fraktion nennende Tendenz aus dem SpaBu ausgeschlossen; sie gab ab 1977 die Zeitschrift „Commune“, deren Nullnummer im Internet als Digitalisat zur Verfügung steht, heraus. Der heutige Linksparteipolitiker Harald Wolf gehörte zum Kreis um diese Zeitschrift, der aber nicht ausschließlich aus ehemaligen SpaBu-Mitgliedern bestand.
1977 spaltete sich vom SpaBu die Internationalistische Tendenz ab, von der danach ein Teil die Kommunistische Liga (KL) gründete, die sich schließlich den Demokratischen Sozialisten anschloss. Die KL gab von 1977 bis 1982 allein die Zeitung Revolution heraus und übernahm zu einem bestimmten Zeitpunkt zusammen mit der österreichischen Gruppe Commune, die ihrerseits eine Abspaltung der österreichischen Schwesterorganisation des SpaBu ist, die Herausgabe der vorgenannten gleichnamigen Zeitschrift, die bis zum Herbst/Winter 1980 erschien.
Auch zur GIM gab es Übertritte.
Nach Auflösung des SpaBu arbeitete ein Teil dessen ehemaliger West-Berliner Ortsgruppe „von 1982 bis 1990 als Internationale Kommunisten Westberlin (später Revolutionäre Sozialisten) mit der Zeitung Oktober weiter“.
Auch die Gruppe Arbeitermacht (GAM) entstand aus einem Rest des aufgelösten Spartacusbundes.